# 淨眾寺無相
釋無相（684年—762年），俗姓金，生於新羅國（今大韓民國），唐代佛教比丘，在益州成都府（今中華人民共和國四川省成都市）創建淨眾寺，為淨眾宗的建立者。信眾稱其為金和尚，號東海大師。

## 生平
為新羅國王子，於728年（唐開元16年）來到唐朝長安，曾受唐玄宗召見。
傳承來自禪宗五祖弘忍門下的智詵，其師處寂。